# Bordano
Bordano là một đô thị ở tỉnh Udine trong vùng Friuli-Venezia Giulia thuộc Ý, có cự ly khoảng 90 km về phía tây bắc của Trieste và khoảng 30 km về phía tây bắc của Udine. Tại thời điểm ngày 31 tháng 12 năm 2004, đô thị này có dân số 815 người và diện tích là 15,2 km².
Đô thị Bordano có các frazione (đơn vị cấp dưới) Tarneppo.
Bordano giáp các đô thị: Cavazzo Carnico, Gemona del Friuli, Trasaghis, Venzone.